# Erik Dekker
Hendrik Dekker, ismertebb nevén Erik Dekker (Hoogeveen, 1970. augusztus 21. –) holland országúti kerékpáros, jelenleg a Rabobank egyik menedzsere.

## Karrierje

### Amatőrként
Dekker nyolcévesen kezdett el kerékpározni, majd rögtön elkezdte nyerni a kisebb versenyeket. Első komolyabb nemzetközi sikereit az 1987-es ifjúsági világbajnokságon, valamint 1992-ben, az olimpián érte el. Az olimpián az országúti versenyben szerepelt. Sokáig az élen állt, de 30 kilométerrel a cél előtt Fabio Casartelli és Dainis Ozols utolérte őt. Bár Casartelli a sprintbefutóban legyőzte őt, Dekker tökéletesen elégedett volt az ezüstéremmel is.
Rögtön az olimpia után profinak állt, első versenye profiként a néhány héttel az olimpia után megrendezett Tour de l'Avenir volt.

### Profiként
Első sikere profiként az 1994-es Vuelta al País Pascón aratott szakaszgyőzelem volt. 1997-ben megnyerte a Ronde van Nederland nevű versenyt, és ebben az évben először elindult a Tour de France-on is. 1998-ban nem sokat versenyzett, ugyanis sérülések sújtották.
1999-ben néhány hétre eltiltották, ugyanis szervezetében túl magas volt a hemotakrit-szint. Ez azt jelentette, hogy nem indulhatott a világbajnokságon.
2000 volt Dekker legsikeresebb éve. Ebben az évben három szakaszt is megnyert a Touron, emellett a legagresszívabb versenyzőnek is megválasztották. Az év őszén megnyerte a Clásica San Sebastiánt.
2001-ben ismét több győzelmet aratott, megnyerte az Amstel Gold Race-t és az UCI-világkupát, ezenkívül a Touron is szerzett egy szakaszgyőzelmet, azután, hogy előzőleg csapattársát, Marc Wauters-t segítette hozzá ehhez. Év végén az év holland sportolója lett.
2002 és 2003 sikertelen év volt a sérülések miatt. 2004-ben visszatért, és megnyerte a Párizs-Tours egynapos viadalt. Miután a 2006-os Tour de France-on nagyot bukott, bejelentette visszavonulását.

### Visszavonulása után
2007-ben, visszavonulása után maradt korábbi csapatánál, jelenleg az egyik menedzser a Rabobanknál.

## Főbb sikerei
1992
- Olimpia, országúti verseny: ezüstérem

1994
- Tour of Sweden
- Tour de France - 101.

1995
- Tour of Sweden

1996
- Holland időfutam-bajnok

1997
- Ronde van Nederland: győztes

1999
- GP Eddy Merckx (Marc Wautersszel)
- Ronde van Nederland: második

2000
- Holland időfutam-bajnok
- Tour de France: 3 szakaszgyőzelem
- Ronde van Nederland: győztes
- Clásica de San Sebastián

2001
- UCI-világkupa - győztes
- Tour de France: 1 szakaszgyőzelem
- Vuelta a Andalucía
- Amstel Gold Race

2002
- Holland dőfutam-bajnok
- Tirreno-Adriatico - győztes

2003
- Grand Prix Erik Breukink

2004
- Amstel Gold Race - hetedik
- Holland országúti bajnok
- Paris-Tours